# ジャム・フィルド・エンターテインメント
ジャム・フィルド・エンターテイメント (Jam Filled Entertainment) は、カナダ・オタワに本拠地を置くアニメーションスタジオ。
『きかんしゃトーマス』の3DCGアニメーションを第17シリーズ（2013年）より担当していたアーク・プロダクションが第20シリーズ制作中の2016年8月に倒産した際、その買収と従業員の再雇用を行った。子会社となったアークは、ジャム・フィルドのトロント支部「ジャム・フィルド・トロント」の一部として、引き続き番組の製作に第24シリーズ（2020年）まで携わった。

## プロダクション一覧
- クラッシュ・キャニオン
- 絶叫キャンプ レイクボトム
- ザ・デイ・マイ・バット・ウェント・サイコ!
- 笑撃のナムチャックス!
- ラウド・ハウス
- きかんしゃトーマス（第20 - 24シリーズ）
  - きかんしゃトーマス とびだせ!友情の大冒険
  - きかんしゃトーマス Go!Go!地球まるごとアドベンチャー
- ザ・カサグランデス
- マダガスカル: ア・リトル・ワイルド